# QianSen Trophy Cyclocross
Le QianSen Trophy Cyclocross est une compétition de cyclo-cross disputée à Pékin, en Chine.
La course a été créée en 2013 et il s'agit de la première épreuve de cyclo-cross organisée en Chine ayant le statut UCI. Ainsi nous pouvons retrouver des crossmen professionnels et habitués des labourés tels que Thijs Al (double vainqueur) chez les hommes ou encore Ellen Van Loy chez les femmes, mais aussi des coureurs amateurs locaux comme Ji Jianhua.
En 2013 et 2014, l'épreuve comptait une course située à Beijing, Yanqing Station. À partir de 2015, un deuxième cyclo-cross vient s'ajouter à l'épreuve, sur l'île de Hainan, à Qiongzhong Station.

## Palmarès du cyclo-cross #1

### Hommes
| Année | Vainqueur          | Deuxième         | Troisième        |
| ----- | ------------------ | ---------------- | ---------------- |
| 2013  | Thijs Al           | Arnaud Jouffroy  | Justin Lindine   |
| 2014  | Thijs Al           | Ryan Trebon      | Steve Chainel    |
| 2015  | Wietse Bosmans     | Steve Chainel    | Radomír Šimůnek  |
| 2016  | Rob Peeters        | Jens Adams       | Chris Jongewaard |
| 2017  | Yorben van Tichelt | Marcel Wildhaber | Anthony Clark    |

### Femmes
| Année | Vainqueur            | Deuxième                   | Troisième            |
| ----- | -------------------- | -------------------------- | -------------------- |
| 2013  | Margriet Kloppenburg | Åsa Erlandsson             | Adela Carter         |
| 2014  | Ellen Van Loy        | Lisa Jacobs                | Margriet Kloppenburg |
| 2015  | Katrina Jaunslaviete | Kathryn Cummings           | Åsa Erlandsson       |
| 2016  | Emily Kachorek       | Ceylin Del Carmen Alvarado | Bianca Van den Hoeck |
| 2017  | Joyce Vanderbeken    | Serena Gordon              | Emily Kachorek       |

## Palmarès du cyclo-cross #2

### Hommes
| Année | Vainqueur          | Deuxième         | Troisième           |
| ----- | ------------------ | ---------------- | ------------------- |
| 2015  | Wietse Bosmans     | Radomír Šimůnek  | Steve Chainel       |
| 2016  | Marcel Wildhaber   | Chris Jongewaard | Jens Adams          |
| 2017  | Yorben van Tichelt | Marcel Wildhaber | Thijs Van Amerongen |

### Femmes
| Année | Vainqueur                  | Deuxième       | Troisième            |
| ----- | -------------------------- | -------------- | -------------------- |
| 2015  | Åsa Erlandsson             | Emily Kachorek | Lelde Ardava         |
| 2016  | Ceylin Del Carmen Alvarado | Emily Kachorek | Bianca Van den Hoeck |
| 2017  | Joyce Vanderbeken          | Serena Gordon  | Emily Kachorek       |